# Syndesmotome
 (février 2008).
Si vous disposez d'ouvrages ou d'articles de référence ou si vous connaissez des sites web de qualité traitant du thème abordé ici, merci de compléter l'article en donnant les références utiles à sa vérifiabilité et en les liant à la section « Notes et références ».

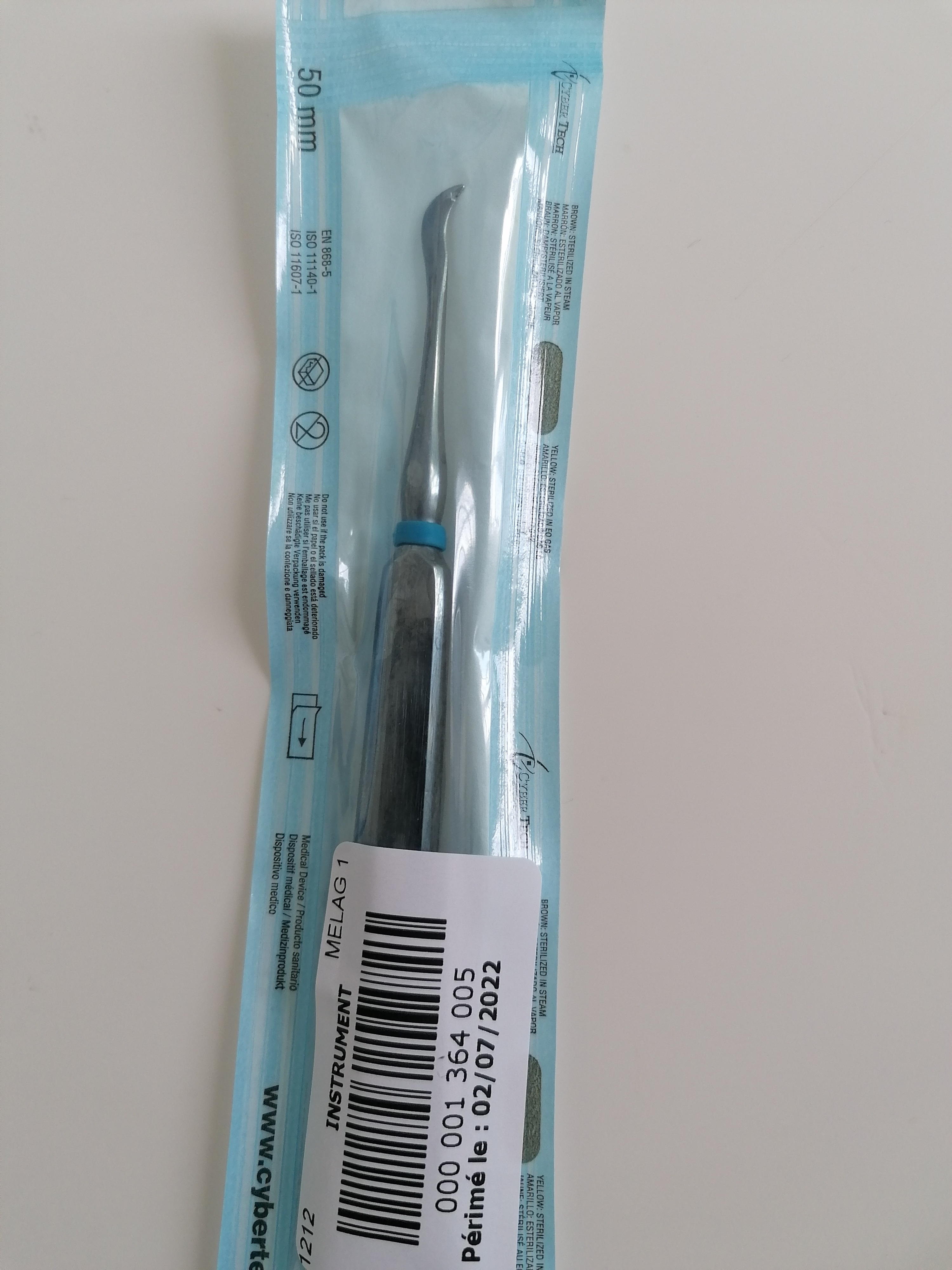
Syndesmotome stérilisé dans un sachet plastique soudé hermétique

Un syndesmotome (du grec σύνδεσμος, (súndesmos), ligament et τόμος, (tómos), section, partie) est un instrument de chirurgie dentaire ressemblant à une petite faucille fixée à un long manche. Il sert à sectionner le ligament de fixation des racines d'une dent à la mâchoire.